# Павле Станишић
Павле Станишић (Црквице, 1936 — Добој, 18. октобар 2021) био је српски књижевник и новинар.

## Биографија
Књижевник Павле Станишић је рођен 1936. године у мјесту Црквице у Боки Kоторској. Од 1947. године живео je и радио у Добоју. Завршио је Гимназију у Добоју, Вишу педагошку школу у Београду и Факултет политичких наука у Сарајеву. Радио је као наставник у Основној и Економској школи у Добоју, био је руководилац Центра за културу, Библиотеке и Регионалног архива у Добоју, новинар у Радио Добоју и Радио Сарајеву.
Поезијом и прозом се бавио од средњошколских дана. Један је од суоснивача Клуба младих писаца у Добоју 1957. године. Оснивач и покретач је бројних културних институција и манифестација, међу којима је часопис за друштвена питања и културу „Значења“, „Априлски културни мозаик“ итд.
Аутор је више награђиваних и откупљиваних кратких прича и приповиједака на конкурсима дневних листова и часописа: сарајевског "Ослобођења", београдске "Политике", новосадског "Дневника", "Цетињског листа“, подгоричке „Побједе“, тузланског „Фронта слободе“, бањалучког листа „Глас Српске“.
Добио је награде: „Иво Андрић“ листа „Ослобођење“ 1975. године, „Зија Диздаревић“ 1985, зрењанинског часописа „Улазница“ 2000, бањалучког листа „Глас Српске“ 2003. и 2006, откупну награду за есеј „Хоће ли слобода умјети да плаче“ београдског листа „Борба“ 1996. године.
Хумористичко-сатиричне текстове је објављивао у београдском листу „Јеж“, сарајевској ревији „Одјек“ и у многим радио-програмима.
Поезију објављивао у листовима и часописима „Глас комуна“, Добој, „Значења“, Добој, „Алтернатива“, Добој, „Арс“, Цетиње, „Дубровник“, Дубровник, „Књижевник“ Бањалука, „Диван“, Градачац. Заступљен у публикацији „Брод носталгије“ – боемске песме 2004, Београд. Са репрезентативним избором представљен у италијанском часопису „Smerilliana“ бр. 11/2010, а заступљен је и у београдском часопису антологијске поезије „Антологија“ 2009. Поезију и прозу објављивао је и на италијанским on-line порталима Sagarana и  Litteratura sostenibile, као и на првој словеначкој on-line ревији .
Превођен је на италијански и словеначки језик.
Био је члан Друштва писаца БиХ.
Бавећи се новинарством, у Добоју је уређивао листове „Глас комуна“, „Слободни репортер“, „Алтернатива“, „Нова алтернатива“. Објавио је више од 200 аналитичких коментара на радију Слободна Европа од 1999. до 2003. године. Има свој блог. Аутор је више награђиваних радио-драмских програма. Добитник годишње награде Удружења новинара БиХ 1978. године.

## Књиге

### Поезија
- Пјесма о спасењу, поема, издање аутора, Добој, 1985.[11]
- Вечерња начела, поезија, Књижевни клуб „Иво Андрић", Добој, 1987.
- Европа за успомену, поезија, Задужбина „Петар Кочић“, Бања Лука – Београд, 2007.[12][13][14]
- Преживјеле ријечи, поезија, Графомарк, Лакташи, 2008.[15]
- Теутино благо, изабране и нове пјесме, „Бесједа“, Бања Лука, 2009.[16][17]
- Звијезда над понором, поезија, "Чигоја штампа", Београд, 2020.[18][19]

### Проза
- Пахуљице и лудаци, кратке приче, Књижевни клуб „Иво Андрић“, Добој, 1980.
- Вјеково, град у Дарданији, роман, „Нова адреса“, Добој, 1997
- Плави путеви, приповијетке, Задужбина „Петар Kочић“, Бања Лука – Београд, 2006.[20][21]
- Младић из „Kаприја“, проза, M POWЕR, Бања Лука,2007.[22]
- Вјеково, роман, II издање, Задужбина „Петар Кочић“, Бања Лука - Београд, 2011.[23][24]
- Биографикон, биографске приче, Издавачко-штампарска кућа PLANJAX KOMERC doo, Тешањ, 2022 (постхумно)

### Драме
- Вила Босна (у књизи Младић из „Kаприја“) [22]

### Есеји
- Три полазишта сумње (Одбрана поезије), „Вечерња начела“ (предговор), 1980.
- Хоће ли слобода умети да плаче, „Борба“, Београд, 14. април 1996.
- Хероји су уморни, „Нова алтернатива“, Добој, 1.април 1998.
- Хеј, Словени, хеј, „Нови прелом“, Бања Лука, 30. април 1998.
- Небо поезије, „Европа за успомену“ (предговор), 2007.